# Сергиевское (Ставропольский край)
Се́ргиевское — село в Грачёвском районе (муниципальном округе) Ставропольского края России.

## Название
Название было дано по имени святого Сергия Радонежского, в честь которого в селе была построена церковь.
Варианты названия
- Сергиевка[2]

## География
Лежит в Предкавказье, на Прикалаусских высотах Ставропольской возвышенности, на реке Калаус. Через село проходит автодорога Ставрополь—Александровское.
Расстояние до краевого центра: 58 км.
Расстояние до районного центра: 36 км.

## История
Крепость Сергеевская в составе Азово-Моздокской укреплённой линии была основана в 1777 году. В некоторых печатных источниках и архивных документах указывается, что село основано в 1785 или в 1787 году. По замыслу Г. А. Потемкина она должна была выполнять следующие действия:
Под № 8 крепость на вершине Егорлыка, называемой Ташла. Будучи первою крепостью к Черному лесу, прикрывает, общий с крепостью под ... 7 проход между Калаускими вершинами и Черным лесом.
Первоначальное название Сергиевской крепости — Алексеевский редут (по фамилии солдата, первым перевёзшего сюда свою семью). В 1782 года Екатерина II опубликовала указ, который разрешил заселение края гражданским населением. Село заселялось выходцами из Черниговской, Полтавской, Тамбовской, Пензенской, Харьковской и Калужской губерний. Население православного вероисповедания, занималось земледелием и скотоводством.
В 1832 году село было преобразовано в станицу Сергиевскую и причислено к 1-му Хопёрскому казачьему полку Кавказского линейного казачьего войска.
16-18 октября 1837 Николай I инспектировал территорию нынешнего Ставрополья. Путь его лежал через города Пятигорск и Георгиевск, станицу Александрийскую, села Сухая Падина, Александровское, Калиновское, Сергиевское, хутор Базовый, село Старомарьевское, город Ставрополь, села Верхнерусское, Московское, Донское, Безопасное, Преградное и Медвеженское.
30 декабря 1869 года станица отчислена из Кубанского казачьего войска в гражданское состояние и получила статус села.
В 1918 году на Ставрополье начался процесс коллективизации, не получивший достаточного развития из-за гражданской войны. После окончательного установления советской власти в регионе стали создаваться коммуны и артели, организуемые бывшими красноармейцами. В 1920 году в селе Сергиевском была образована артель «Совместный Труд»; в 1924 году — сельскохозяйственное товарищество «Свободный Труд» и мелиоративное товарищество «Энергия».
На 1 марта 1966 года село было административным центром Сергиевского сельсовета Александровского района, включавшего также хутора Интернациональный, Калантай, Октябрь, Угольные и Чечерский:8.
На 1 января 1983 года Сергиевский сельсовет входил в состав Грачёвского района и включал село Сергиевское (административный центр) и хутор Октябрь:12.
До 16 марта 2020 года село было административным центром упразднённого Сергиевского сельсовета.

## Население
| 1789  | 1795  | 1802  | 1812  | 1819  | 1826  | 1834  | 1855  | 1858  |
| ----- | ----- | ----- | ----- | ----- | ----- | ----- | ----- | ----- |
| 341   | ↘297  | ↗312  | ↗436  | ↗542  | ↗545  | ↗593  | ↗2169 | ↗2175 |
| 1861  | 1897  | 1903  | 1989  | 2002  | 2010  | 2014  | 2021  |       |
| ↘1278 | ↗4505 | ↗4866 | ↘2682 | ↗2692 | ↘2430 | ↘2400 | ↗2601 |       |

По данным переписи 2002 года в национальной структуре населения преобладают русские (89 %).

## Инфраструктура
- Дом культуры
- Библиотека. Открыта 8 октября 1927 года[23]
- Сбербанк, Доп. офис № 1859/06004
- Модульный ветеринарный участок[24]
- На южной окраине села расположено общественное открытое кладбище площадью 19 800 м²[25].

## Образование
- Детский сад № 10. Открыт 22 мая 1984 года как детские ясли-сад № 14 «Колосок»[26]
- Средняя общеобразовательная школа № 5

## Экономика
В селе имеется два сельхозпредприятия:
- ООО «Сергиевское»,
- СПК «Чкаловский».

## Русская православная церковь
- Храм преп. Сергия Радонежского[27]

## Памятники
- Обелиски на братской могиле воинов советской армии, погибших в Великую Отечественную войну 1941—1945 гг[28]